# Basketball-Bundesliga 2004/05
Die Basketball-Bundesliga-Saison 2004/05 war die 39. Spielzeit der höchsten deutschen Spielklasse im Basketball der Männer. Die reguläre Saison begann am 3. Oktober 2004 und endete am 1. Mai 2005.

## Saisonnotizen
- Meister der Saison 2004/05 wurde GHP Bamberg.
- Pokalsieger der Saison 2004/05 wurde RheinEnergie Köln.
- Das BBL All-Star Game 2005 fand am 15. Januar 2005 vor 12.115 Zuschauern in der Kölnarena in Köln statt. Sieger wurde nach mit 103:110 der Süden. MVP wurde Denis Wucherer (Bayer Giants Leverkusen).
- Ab dieser Saison war der Molten GG7 der neue offizieller Spielball der BBL.

## Endstände

### Hauptrunde
| #  | Mannschaft                  | Siege | Niederlagen | Punkte | Körbe |
| -- | --------------------------- | ----- | ----------- | ------ | ----- |
| 1  | Alba Berlin                 | 22    | 8           | 44:16  | +217  |
| 2  | GHP Bamberg                 | 21    | 9           | 42:18  | +152  |
| 3  | RheinEnergie Köln           | 20    | 10          | 40:20  | +119  |
| 4  | Opel Skyliners Frankfurt    | 19    | 11          | 38:22  | +217  |
| 5  | Artland Dragons Quakenbrück | 18    | 12          | 36:24  | +167  |
| 6  | Gießen 46ers                | 18    | 12          | 36:24  | +118  |
| 7  | EWE Baskets Oldenburg       | 17    | 13          | 34:26  | +93   |
| 8  | EnBW Ludwigsburg            | 17    | 13          | 34:26  | −15   |
| 9  | Telekom Baskets Bonn        | 16    | 14          | 32:28  | +1    |
| 10 | BG Karlsruhe                | 13    | 17          | 26:34  | −118  |
| 11 | TBB Trier                   | 13    | 17          | 26:34  | −90   |
| 12 | Energy Braunschweig         | 12    | 18          | 24:36  | −74   |
| 13 | Bayer Giants Leverkusen     | 12    | 18          | 24:36  | −20   |
| 14 | Walter Tigers Tübingen      | 11    | 19          | 22:38  | −113  |
| 15 | TSK Würzburg                | 7     | 23          | 14:46  | −227  |
| 16 | Union Baskets Schwelm       | 4     | 26          | 8:52   | −426  |

Fett Finalrunde
_____ Abstiegs-Plätze

### Finalrunde
| Viertelfinale | Viertelfinale               | Viertelfinale            |   |                          | Halbfinale | Halbfinale | Halbfinale |  |  | Finale | Finale | Finale |
|               |                             |                          |   |                          |            |            |            |  |  |        |        |        |
| 1             | Alba Berlin                 | 3                        |   |                          |            |            |            |  |  |        |        |        |
| 8             | EnBW Ludwigsburg            | 0                        |   |                          |            |            |            |  |  |        |        |        |
| 8             | EnBW Ludwigsburg            | 0                        |   | Alba Berlin              | 1          |            |            |  |  |        |        |        |
|               |                             |                          |   | Alba Berlin              | 1          |            |            |  |  |        |        |        |
|               |                             | Opel Skyliners Frankfurt | 3 |                          |            |            |            |  |  |        |        |        |
| 4             | Opel Skyliners Frankfurt    | Opel Skyliners Frankfurt | 3 | 3                        |            |            |            |  |  |        |        |        |
| 4             | Opel Skyliners Frankfurt    |                          |   |                          |            |            |            |  |  |        |        |        |
| 5             | Artland Dragons Quakenbrück | 2                        |   |                          |            |            |            |  |  |        |        |        |
| 5             | Artland Dragons Quakenbrück | 2                        |   | Opel Skyliners Frankfurt | 2          |            |            |  |  |        |        |        |
|               |                             |                          |   | Opel Skyliners Frankfurt | 2          |            |            |  |  |        |        |        |
|               |                             | GHP Bamberg              | 3 |                          |            |            |            |  |  |        |        |        |
| 2             | GHP Bamberg                 | GHP Bamberg              | 3 | 3                        |            |            |            |  |  |        |        |        |
| 2             | GHP Bamberg                 |                          |   |                          |            |            |            |  |  |        |        |        |
| 7             | EWE Baskets Oldenburg       | 0                        |   |                          |            |            |            |  |  |        |        |        |
| 7             | EWE Baskets Oldenburg       | 0                        |   | GHP Bamberg              | 3          |            |            |  |  |        |        |        |
|               |                             |                          |   | GHP Bamberg              | 3          |            |            |  |  |        |        |        |
|               |                             | Gießen 46ers             | 1 |                          |            |            |            |  |  |        |        |        |
| 3             | RheinEnergie Köln           | Gießen 46ers             | 1 | 2                        |            |            |            |  |  |        |        |        |
| 3             | RheinEnergie Köln           |                          |   |                          |            |            |            |  |  |        |        |        |
| 6             | Gießen 46ers                | 3                        |   |                          |            |            |            |  |  |        |        |        |

## Meistermannschaft
| Spieler | Spieler            | Spieler           | Spieler    | Spieler | Spieler | Spieler        |
| Nr.     | Nat.               | Name              | Geburt     | Größe   | Info    | Letzter Verein |
| ------- | ------------------ | ----------------- | ---------- | ------- | ------- | -------------- |
|         |                    | Guards (PG, SG)   |            |         |         |                |
| 5       | Vereinigte Staaten | Demond Mallet     | 22.02.1978 | 185     |         |                |
| 6       | Deutschland        | Steffen Hamann    | 14.06.1981 | 186     | A-Nat.  |                |
| 7       | /                  | Rick Stafford     | 19.04.1972 | 190     |         |                |
| 12      | Deutschland        | Adam Radomirović  | 16.03.1986 | 191     | DL      |                |
| 18      | Deutschland        | Philipp Först     |            | 191     | DL      |                |
| 41      | /                  | Derrick Taylor    | 20.11.1963 | 183     |         |                |
|         |                    | Forwards (SF, PF) |            |         |         |                |
| 8       | Deutschland        | Max Weber         | 23.04.1985 | 200     | DL      |                |
| 9       | Lettland           | Uvis Helmanis     | 10.06.1972 | 202     | A-Nat.  |                |
| 10      | /                  | Hurl Beechum      | 02.05.1973 | 195     |         |                |
| 11      | /                  | Ivan Pavić        | 30.09.1981 | 200     |         |                |
| 19      | Deutschland        | Volkmar Zapf      | 19.08.1970 | 194     |         |                |
| 20      | /                  | Koko Archibong    | 10.05.1981 | 203     |         |                |
|         |                    | Center (C)        |            |         |         |                |
| 4       | Vereinigte Staaten | Chris Ensminger   | 08.12.1973 | 209     | (C)     |                |
| 14      | Deutschland        | Dirk Mädrich      | 16.07.1983 | 210     | DL      |                |
| 17      | Deutschland        | Raymond Hasler    | 19.01.1984 | 210     | DL      |                |
| 22      | Niederlande        | Mike Nahar        | 07.05.1971 | 211     | A-Nat.  |                |

| Trainer     | Trainer         | Trainer          |
| Nat.        | Name            | Position         |
| ----------- | --------------- | ---------------- |
| Deutschland | Dirk Bauermann  | Cheftrainer      |
| Deutschland | Volker Stix     | Assistenztrainer |
| Deutschland | Wolfgang Heyder | Manager          |

| Legende      | Legende                        |
| Abk.         | Bedeutung                      |
| ------------ | ------------------------------ |
|              | verletzt während der Play-offs |
| (C)          | Mannschaftskapitän             |
| A-Nat.       | Nationalspieler                |
| DL           | Doppellizenzspieler            |
| Quellen      |                                |
| Ligahomepage |                                |
| Stand: 2005  |                                |

| Legende      | Legende                        |
| Abk.         | Bedeutung                      |
| ------------ | ------------------------------ |
|              | verletzt während der Play-offs |
| (C)          | Mannschaftskapitän             |
| A-Nat.       | Nationalspieler                |
| DL           | Doppellizenzspieler            |
| Quellen      |                                |
| Ligahomepage |                                |
| Stand: 2005  |                                |

## Führende der Spielerstatistiken
| Kategorie                | Spieler              | Team                  | Wert |
| ------------------------ | -------------------- | --------------------- | ---- |
| Punkte pro Spiel         | Narcisse Ewodo       | BG Karlsruhe          | 21,0 |
| Rebounds pro Spiel       | Chris Ensminger      | GHP Bamberg           | 11,3 |
| Assists pro Spiel        | Michael-Hakim Jordan | Artland Dragons       | 6,8  |
| Steals pro Spiel         | Chuck Eidson         | Gießen 46ers          | 2,2  |
| Blocks pro Spiel         | Mike Bernard         | EWE Baskets Oldenburg | 1,5  |
| Dreipunktewurf pro Spiel | Marko Bulic          | Artland Dragons       | 3,3  |
| Effizienzwert pro Spiel  | Chris A. Williams    | Skyliners Frankfurt   | 25,4 |

## Saisonbestmarken
| Kriterium       | Wert | Spieler                      |
| --------------- | ---- | ---------------------------- |
| Punkte          | 40   | Kendrick Johnson (Schwelm)   |
| Rebounds        | 20   | Souleymane Wane (Gießen)     |
| Dreier          | 8    | Kendrick Johnson (Schwelm)   |
| Assists         | 12   | Gordan Firic (Braunschweig)  |
| Ballgewinne     | 7    | Radivoj Tomasevic (Tübingen) |
| Geblockte Würfe | 6    | Singaras Tribe (Würzburg)    |
| Effektivität    | 42   | Matej Mamic (Berlin)         |

## Ehrungen
| Auszeichnung           | Name                       | Verein                   |
| ---------------------- | -------------------------- | ------------------------ |
| All-Star Game MVP      | Denis Wucherer             | Bayer Giants Leverkusen  |
| Spieler des Jahres     | Chuck Eidson               | Gießen 46ers             |
| Bester Verteidiger     | Koko Archibong Matej Mamić | GHP Bamberg Alba Berlin  |
| Rookie of the Year     | Koko Archibong             | GHP Bamberg              |
| Newcomer of the Year   | Je’Kel Foster              | EnBW Ludwigsburg         |
| Bester Offensivspieler | Chuck Eidson               | Gießen 46ers             |
| Trainer des Jahres     | Stefan Koch                | Gießen 46ers             |
| Finals MVP             | Chris A. Williams          | Opel Skyliners Frankfurt |

### All-BBL Teams
- All-BBL First Team:
  - G Pascal Roller (Skyliners Frankfurt)
  - G Marko Bulic (Artland Dragons)
  - F Chuck Eidson (Gießen 46ers)
  - F Chris A. Williams (Skyliners Frankfurt)
  - C Jovo Stanojevic (ALBA Berlin)

- All-BBL Second Team:
  - G Steffen Hamann (GHP Bamberg)
  - G Tyron McCoy (EWE Baskets Oldenburg)
  - F Narcisse Ewodo (BG Karlsruhe)
  - F Koko Archibong (GHP Bamberg)
  - C Chris Ensminger (GHP Bamberg)